# Chœur de chambre de Namur
Le Chœur de chambre de Namur est un chœur belge spécialisé dans le répertoire baroque.

## Historique
Le Chœur de chambre de Namur a été créé en 1987 à l'initiative du Centre d'art vocal et de musique ancienne (Cav&ma), basé à Namur,.
Son domaine de prédilection est la musique ancienne, avec une attention particulière pour le répertoire des compositeurs ayant vécu sur le territoire de la Région wallonne actuelle (Lassus, Du Mont, Grétry, Gossec, etc.) ou originaires de Bruxelles (Joseph-Hector Fiocco).
Le Chœur de chambre de Namur se produit régulièrement en compagnie de l'ensemble instrumental Les Agrémens, dirigé par Guy Van Waas, qui a été créé en 1995 par le Centre d'art vocal et de musique ancienne (Cav&ma) pour doter le Chœur de chambre de Namur d'un orchestre baroque de haut niveau,,,.
Invité des festivals les plus réputés d'Europe, le Chœur de chambre  de Namur travaille sous la direction :
- d'un directeur artistique : successivement Pierre Cao, Denis Menier, Olivier Opdebeeck, Patrick Davin, Jean Tubéry, Leonardo García Alarcón (depuis 2010)[2]
- doublé éventuellement d'un chef invité : Frieder Bernius, Paul Dombrecht, Roy Goodman, Martin Haselböck, Philippe Herreweghe, Florian Heyerick, Sigiswald Kuijken, Wieland Kuijken, Jean-Claude Malgoire, Marc Minkowski, Peter Phillips, Philippe Pierlot, Christophe Rousset, Jordi Savall, Erik Van Nevel[2]

Le Chœur de chambre de Namur a à son actif une cinquantaine d'enregistrements, notamment chez Ricercar, grandement appréciés par la critique (nominations aux Victoires de la musique classique, Choc du Monde de la musique, Diapason d’or, Joker de Crescendo, 10 de Classica-Répertoire, prix Cecilia…). Le Chœur de chambre de Namur s’est également vu attribuer le Grand Prix de l'Académie Charles-Cros en 2003, le Prix Liliane Bettencourt pour le chant choral en 2006, et l’octave 2007, catégorie « musique classique ».
En janvier 2010, la direction artistique du Chœur de chambre de Namur a été confiée au jeune chef argentin Leonardo García Alarcón. Cela permettra d'obtenir un octave de plus, celui du spectacle/concert de l'année pour Il Diluvio Universale de Falvetti.
Par ailleurs, la préparation du Chœur de chambre de Namur pour les productions confiées aux chefs invités est régulièrement assurée par Thibaut Lenaerts.
En janvier 2023, le Chœur de chambre enregistre au Grand Manège de Namur Céphale et Procris, opéra d'Élisabeth Jacquet de La Guerre qui n'avait pas reçu de succès à sa création en 1694 : l'album reçoit un diapason d'or.
Le Chœur de chambre de Namur bénéficie du soutien de la Communauté française de Belgique (Service de la musique et de la danse), de la Loterie nationale, de la ville et de la province de Namur.

## Discographie
Le Chœur de chambre de Namur a publié des enregistrements sur les labels Erato, MusiFrance, Ricercar, Astrée Auvidis, Deutsche Harmonia Mundi, Cypres, Virgin Veritas, Arsis Classics, Eufoda, Cascavelle, K617, Naïve, Musique En Wallonie, Ambronay Éditions, Aparté et Alpha Classics, :
- 1985 : Marc-Antoine Charpentier :Musique pour les Funérailles de la Reine Marie-Thérèse, In obitum nec non pissimae gallorum reginae lamentum H.409, Luctus de morte augustissimae Mariae Theresiae Reginae Galliae H.331 avec Musica Polyphonica, dir. Louis Devos. CD Erato
- 1993 :  Georg Friedrich Haendel : Le Messie, avec La Grande Écurie et la Chambre du Roy, dir. Jean-Claude Malgoire. 2 CD Astrée Auvidis
- 2000 : Marc-Antoine Charpentier : Messe en la mémoire d'un Prince, Messe pour les Trépassés H.2, Pie Jesu H.234, Motet pour les trépassés à 8 H.311, Miserere des Jésuites H.193 & H.193 a, avec l'ensemble La Fenice, dir. Jean Tubéry. CD Virgin Veritas
- 2000 : Antonio Caldara : Stabat Mater, Magnificat et Missa Dolorosa, avec l'ensemble Les Agrémens, dir. Wieland Kuijken
- 2000 : Henry Du Mont : Grands Motets, avec le Ricercar Consort, dir. Philippe Pierlot. CD Ricercar
- 2002 : Johann Christian Bach : Gloria In Excelsis a Quattro Concertata con Sinfonia, par le Chœur de chambre de Namur et Les Agrémens, dir. Wieland Kuijken
- 2005 : Marc-Antoine Charpentier : Te Deum - Messe pour plusieurs instruments par le Chœur de chambre de Namur, Les Agrémens et la Fenice, dir. Jean Tubéry. CD Ricercar
- 2006 : André Grétry, François-Joseph Gossec et François Giroust : Grands Motets pour Louis XVI, par le Chœur de chambre de Namur et Les Agrémens, dir. Jean-Claude Malgoire
- 2006 : Jean-Sébastien Bach : Cantates de Noël, avec Les Agrémens, dir. Jean Tubéry - RIC 257
- 2006 : Lambert de Sayve : Messe pour le Sacre de l'empereur Matthias, avec l'ensemble La Fenice, dir. Jean Tubéry - RIC 266
- 2007 : Johann Pachelbel : Christ Lag In Todesbanden, par le Chœur de chambre de Namur et Les Agrémens, dir. Jean Tubéry - RIC 255
- 2007 : Livre vermeil de Montserrat, avec Millenarium, l'ensemble vocal Psallentes (en) et Les Pastoureaux, dir. Christophe Deslignes - RIC 260
- 2007 : Pietro Torri : Le Martyre des Maccabees, par le Chœur de chambre de Namur et Les Agrémens, dir. Jean Tubéry
- 2008 : Philippe Rogier : Missa Domine Dominus noster et Missa bonæ voluntatis de Mateo Romero, avec l'ensemble La Fénice, dir. Jean Tubéry - RIC 271
- 2009 : Henry Du Mont : Cantica Sacra, dir. Bruno Boterf
- 2010 : George Frideric Handel : Judas Maccabaeus, par le Chœur de chambre de Namur et Les Agrémens, dir. Leonardo García Alarcón
- 2010 : Rodolphe Kreutzer : La Mort d'Abel, par le Chœur de chambre de Namur et Les Agrémens, dir. Guy van Waas
- 2011 : Michelangelo Falvetti : Il Diluvio universale, oratorio, dir. Leonardo García Alarcón
- 2011 : Œuvres de Giovanni Giorgi, dir. Leonardo García Alarcón
- 2011 : Antonio Vivaldi : Vespro a San Marco, par le Chœur de chambre de Namur et Les Agrémens, dir. Leonardo García Alarcón
- 2011 : Antoine Dauvergne : La Vénitienne, par Les Agrémens et le Chœur de chambre de Namur, dir. Guy Van Waas
- 2012 : Jean-Sébastien Bach : Bach Drama, par le Chœur de chambre de Namur et Les Agrémens, dir. Leonardo García Alarcón
- 2013 : Marc Antoine Charpentier : Symphonies pour un reposoir - Noëls sur les Instruments - Sonate à huit, par l'ensemble Les Dominos, l'ensemble Les Agrémens et le Chœur de chambre de Namur, dir. Florence Malgoire
- 2013 : François-Joseph Gossec : Thésée, par Les Agrémens et le Chœur de chambre de Namur, dir. Guy Van Waas
- 2014 : Giuseppe Zamponi : opéra Ulisse nell' Isola de Circé, avec l'ensemble Clematis et la Cappella Mediterranea, dir. Leonardo García Alarcón
- 2015 : Jean-Philippe Rameau : Le Temple de la Gloire, par Les Agrémens et le Chœur de chambre de Namur, dir. Guy Van Waas
- Requiem, œuvres de Mario Capuana et Bonaventura Rubino, dir. Leonardo García Alarcón
- Roland de Lassus : Canticum canticorum, avec l'ensemble Clematis, dir. Leonardo García Alarcón
- 2019 : Georg Friedrich Haendel : Samson, oratorio, avec le Millenium Ochestra, dir. Leonardo García Alarcón
- 2020 : Antonio Draghi : El Prometo, opéra, avec la Cappella Mediterranea, dir. Leonardo García Alarcón

## Distinctions
- 2006 « Prix de chant choral Liliane Bettencourt » [10]